# Мединщина (Прилуки)
Меди́нщина – історичний куток Прилук у західній частині, від міської лікарні (Трубарівщина) до Дослідної, між р. Удай і вул. Київською. 

## Історичний огляд
Мединщина відома з початку ХХ ст. Першими поселенцями були нащадки Мединських із Квашинців, підсусідків підкоморія прилуцького Якова Величка, відомих з другої половини XVIII ст.
Забудована приватними житловими будинками.

## Джерело
- Шкоропад Д. О., Савон O.A. Прилуччина: Енциклопедичний довідник / За ред. Г. Ф. Гайдая. — Ніжин: TOB "Видавництво «Аспект-Поліграф» , 2007. — 560 с. ISBN 978-966-340-221-5